# Citharinus latus
Citharinus latus е вид лъчеперка от семейство Citharinidae. Видът не е застрашен от изчезване.

## Разпространение и местообитание
Разпространен е в Бенин, Буркина Фасо, Гана, Гвинея, Гвинея-Бисау, Египет, Етиопия, Камерун, Мали, Нигерия, Сенегал, Того, Уганда, Централноафриканска република, Чад и Южен Судан.
Обитава крайбрежията на сладководни басейни, морета и реки.

## Описание
На дължина достигат до 84 cm, а теглото им е максимум 2500 g.